# John McCarthy Jr.
John McCarthy Jr. (* 1. Juni 1912 in Kalifornien; † 14. Januar 1994 in San Bernardino, Kalifornien) war ein US-amerikanischer Szenenbildner, der an über 500 Film- und Fernsehsets arbeitete.

## Karriere
1912 in Kalifornien geboren, wirkte McCarthy 1935 als Dekorateur in dem Western His Fighting Blood mit. Es folgten weitere Filme, wobei er 1953 mit seinen Kollegen Frank Hotaling und Charles S. Thompson seine erste Oscar-Nominierung in der Kategorie Bestes Szenenbild (Farbfilm) für den Film Der Sieger erhielt. Bei der Oscarverleihung 1967 erhielt er eine weitere Nominierung in dieser Kategorie, gemeinsam mit Alexander Golitzen, George C. Webb und John P. Austin, für seine Arbeit an dem Film Das Mädchen aus der Cherry-Bar mit Shirley MacLaine in der Hauptrolle. Nach weiteren Arbeiten wurde McCarthy 1979 auch für einen Primetime Emmy Award für The Love Boat nominiert. Im Jahr 1980 setzte sich McCarthy Jr. zur Ruhe und arbeitete fortan nicht mehr als Szenenbildner.
Im Alter von 81 Jahren verstarb John McCarthy in San Bernardino, Kalifornien.

## Filmografie (Auswahl)
- 1935: His Fighting Blood
- 1946: Ich hab dich immer geliebt (I’ve Always Loved You)
- 1946: Schüsse auf der Ranch (My Pal Trigger)
- 1946: Karten, Kugeln, Banditen (Plainsman and the Lady)
- 1946: Der Bandit von Sacramento (In Old Sacramento)
- 1947: Hyänen der Prärie (Wyoming)
- 1947: Ich kann mein Herz nur einmal verschenken (Northwest Outpost)
- 1947: Brennende Grenze (The Fabulous Texan)
- 1947: Die Dame und der Cowboy (Saddle Pals)
- 1948: Erbe des Henkers (Moonrise)
- 1948: Macbeth – Der Königsmörder (Macbeth)
- 1948: Im Banne der roten Hexe (Wake of the Red Witch)
- 1948: Der Rächer von Los Angeles (Old Los Angeles)
- 1948: Die Plünderer von Nevada (The Plunderers)
- 1948: Die rauhen Reiter der furchtlosen Legion (The Gallant Legion)
- 1949: Du warst unser Kamerad (Sands of Iwo Jima)
- 1949: Überfall auf Expreß 44 (The Last Bandit)
- 1949: Mit Pech und Schwefel (Brimstone)
- 1949: Kopfpreis 5000 Dollar (Hellfire)
- 1949: The Red Menace
- 1950: In der Hölle von Missouri (California Passage)
- 1950: Blutrache in Montana (The Showdown)
- 1950: Mississippi-Express (Rock Island Trail)
- 1950: Einsame Herzen (Lonely Heart Bandits)
- 1950: Terror über Colorado (The Savage Horde)
- 1951: Zorro – Flammen der Rache (Don Daredevil Rides Again)
- 1951: Der Seewolf von Barracuda (The Sea Hornet)
- 1951: Höllenreiter der Nacht (The Wild Blue Yonder)
- 1952: Der Sieger (The Quiet Man)
- 1952: Der Löwe von Arizona (Toughest Man in Arizona)
- 1952: Feuertaufe Invasion (Thunderbirds)
- 1952: Der Tiger von Utah (Ride the Man Down)
- 1952: Die Schönste von Montana (Montana Belle)
- 1952: Faustrecht in Minnesota (Woman of the North Country)
- 1952: Mördersyndikat San Francisco (Hoodlum Empire)
- 1952: Lady Possessed
- 1953: Wem die Sonne lacht (The Sun Shines Bright)
- 1953: Der Rebell von Java  (Fair Wind to Java)
- 1953: Der Cowboy von San Antone (San Antone)
- 1953: Chicago – 12 Uhr Mitternacht (City That Never Sleeps)
- 1954: Hotel Schanghai (The Shanghai Story)
- 1954–1955: Eisenbahndetektiv Matt Clark (Stories of the Century, Fernsehserie, 39 Episoden)
- 1956: The Adventures of Dr. Fu Manchu (Fernsehserie, 13 Episoden)
- 1958–1959: Dr. Bill Baxter, Arzt in Arizona (Frontier Doctor, Fernsehserie, 16 Episoden)
- 1958–1959: Dezernat M (Squad M, Fernsehserie, vier Episoden)
- 1959–1961: Der zweite Mann (The Deputy, Fernsehserie, 31 Episoden)
- 1959–1962: Alfred Hitchcock präsentiert (Alfred Hitchcock presents, Fernsehserie, 77 Episoden)
- 1959–1963: Am Fuß der blauen Berge (Laramie, Fernsehserie, 79 Episoden)
- 1964: Der Tod eines Killers (The Killers)
- 1965: Fremde Bettgesellen (Strange Bedfellows)
- 1965–1966: Tammy, das Mädchen vom Hausboot (Tammy, Fernsehserie, 26 Episoden)
- 1966: Gespensterparty (Munster, Go Home!)
- 1966: Das Mädchen aus der Cherry-Bar (Gambit)
- 1967: Das Teufelsweib von Texas (The Ballad of Josie)
- 1967–1970: Polizeibericht (Dragnet, Fernsehserie, 98 Episoden)
- 1968–1970: Ihr Auftritt, Al Mundy (It Takes a Thief, Fernsehserie, 66 Episoden)
- 1969: Ein himmlischer Schwindel (Change of Habit)
- 1969: Blutige Spur (Tell Them Willie Boy Is Here)
- 1972–1973: Columbo (Fernsehserie, acht Episoden)
- 1974: Abschied von einer Insel (Conrack)
- 1977–1980: Love Boat (The Love Boat, Fernsehserie, 55 Episoden)